# 都昌镇
都昌镇，是中华人民共和国江西省九江市都昌县下辖的一个乡镇级行政单位。

## 行政区划
都昌镇下辖以下地区：
城东社区、长岭社区、芙蓉社区、东湖社区、西湖社区、白洋垅社区、幸福社区、东街社区、西街社区、星火社区、惠民社区、西河村、南山村、中坝村、矶山村、城效村和松古山村。

## 特产
都昌豆参：中国地理标志产品。